# Diphyus albicoxalis
Diphyus albicoxalis là một loài tò vò trong họ Ichneumonidae.